# 梁正秋
梁 正秋（りゃん じょんちゅ、1992年12月14日 - ）は、ジャパンラグビーリーグワントヨタヴェルブリッツに所属するラグビーユニオン選手。

## プロフィール
- 大阪府大阪市出身。
- ポジションはスクラムハーフ(SH)。
- 身長 171 cm、体重 74 kg
- ニックネームはじょんちゅ。

## 来歴
ラグビーは13歳から始めた。
2011年、大阪朝鮮高校卒業後、京都産業大学に入学する。
2014年、京都産業大学ラグビー部の主将に就任し、関西大学Aリーグ準優勝に貢献した。
2015年、京都産業大学卒業後、神戸製鋼コベルコスティーラーズ(現・コベルコ神戸スティーラーズ)に加入。
2016年1月9日に行われたジャパンラグビートップリーグ順位決定トーナメント第1節の近鉄ライナーズ戦に途中出場で公式戦初出場を果たす。
2021年、トヨタヴェルブリッツに加入。